# Lady Bug
Das Geduld-Spiel Lady Bug (AE für Marienkäfer) wurde 1981 von der Firma „Universal“ in die Arcade-Konsolen von Kneipen und Spielhallen gebracht. Lady Bug war eines der erfolgreicheren Labyrinthspiele, die an den Erfolg von Pac-Man anzuknüpfen versuchten. Im Gegensatz zu anderen Nachahmungen wurde bei Lady Bug das ursprüngliche Spielprinzip durch die Einführung eines veränderlichen Labyrinths deutlich modifiziert, was dem Spieler andere taktische Vorgehensweisen abverlangte.

## Ziel des Spiels
Wie bei Pac Man geht es darum, im Labyrinth verteilte Punkte (bei Lady Bug als Blumen dargestellt) aufzusammeln und das Labyrinth vollständig zu leeren, um ins nächste Level zu gelangen.

## Widersacher
Behindert wird die Spielfigur bei ihrer Aufgabe von vier feindlichen Insekten, die nach und nach aus ihrem Nest im Zentrum des Labyrinthes entweichen. Die Geschwindigkeit und der „Jagdinstinkt“ der Verfolger steigern sich im Laufe des Spiels.

## Bonus-Punkte
Im Labyrinth sind neben den einfachen Blumen sechs Bonus-Blumen mit Buchstaben und Herzen verteilt. Diese verändern in bestimmten Zeitabständen ihre Farbe und bieten die Möglichkeit, Extra-Punkte (100, 300 oder 800) zu bekommen. Darüber hinaus erhält man ein Extra-Leben bzw. ein Extra-Spiel, wenn es gelingt, mit den Buchstaben die Worte „EXTRA“ bzw. „SPECIAL“ zusammenzusetzen. Zusätzliche Bonus-Punkte (1.000 bis 9.500) bringt ein Gemüse, das im Zentrum des Labyrinths erscheint, wenn das letzte Insekt sein Nest verlassen hat.
Sein Verzehr bewirkt außerdem, dass die Insekten für eine gewisse Zeit wie eingefroren an ihrem Standpunkt verharren.

## Drehtüren
Ein weiterer wichtiger Unterschied gegenüber Pac-Man ist die Veränderlichkeit des Labyrinths mit Hilfe von Drehtüren. Der Lady Bug kann die Drehtüren durchschreiten und sie dabei um 90 Grad verstellen. Hierdurch werden Gänge für die verfolgenden Insekten verschlossen, da diese die Türen nicht bewegen können.

## Portierungen
Das Spiel wurde bald nach seinem Erscheinen auch auf verschiedene Heim-Spielkonsolen übertragen, von denen die erfolgreichste die auf ColecoVision (1982) war. Da hier ein Freispiel unzweckmäßig wäre, wurde stattdessen ein Extra-Level eingeführt, in dem man seine Punktzahl mit Bonus-Gemüse, das in unterschiedlichen Abständen im Labyrinth auftauchte, bedeutend erhöhen konnte.
Weitere Portierungen:
- Lady Bug auf dem Sharp MZ-80K (1982)
- Mattel Intellivision (1983)
- Tandy Color Computer (1982) als Doodle Bug
- BBC B (als Bumble-Bee)
- Atari 2600 (2006)
- Game Boy Advance (2009)
- CBM (2013)